# 1334
El 1334 (MCCCXXXIV) fou un any comú començat en dissabte del calendari julià.

## Naixements
- Burgos, Castella i Lleó: Pere I de Castella, rei de Castella i Lleó (1350-1369) (m. 1369).[1]

## Necrològiques
Joan XXII, segon papa d'Avinyó.